# Ellen Gleditsch
Ellen Gleditsch (ur. 29 grudnia 1879 w Mandal, gmina Lindesnes, zm. 6 czerwca 1968 w Oslo) – norweska chemiczka, jako pierwsza wykładała radiochemię na uniwersytecie w Oslo.

## Edukacja
- 1901 – 1903 Uniwersytet Oslo;
- 1907 – 1912 Radium Institiute Paryż;
- 1912 Licenciée des Sciences Uniwersytet Paryski[1].

## Praca zawodowa
- Uniwersytet Oslo
  - 1903 – 1911, asystentka w laboratorium chemicznym;
  - 1911 – 1916, fellow;
  - 1916 – 1929, wykładowca;
  - 1929 – 1949, profesor chemii organicznej;
  - 1946 – 1960, dziekan wydziału chemii[1].